# Gornji Volar
Gornji Volar je naselje u općini Prijedor (Republika Srpska, BiH).
Prema popisu iz 1991. godine nacionalni sastav je bio sljedeći:
- Hrvati - 355
- Jugoslaveni - 13
- Srbi - 2
- ostali - 4

Ukupno - 373